# Alí ibn Mahdí
Alí ibn Mahdí ar-Ruayní al-Himyarí (àrab: علي بن مهدي الرعيني الحِميَّري, ʿAlī b. Mahdī ar-Ruʿaynī al-Ḥimyarī) fou el fundador de la dinastia màhdida de Zabid (Iemen).
El seu pare al-Mahdí li va donar una estricte educació tradicional islàmica a la Tihama. Amb tendència a la meditació, va adquirir també fama d'eloqüent. Va viatjar i cada any va complir amb el pelegrinatge trobant-se amb ulemes d'arreu del món. Del 1136 al 1142 va predicar obertament a la Tihama les seves idees religioses que l'acostaven al kharigisme (vegeu màhdides). La reina najàhida de Zabid, tenia molta simpatia pels seus treballs teològics i el va declarar exempt de pagar el kharaj (impost sobre les terres) igual que als seus deixebles.
El 1143 Alí es va sentir prou fort per atacar la població najàhida d'al-Kadra, al nord de Zabid, però l'atac fou rebutjat i va haver de fugir amb els seus partidaris a la muntanya on va restar tres anys. El 1146 la reina Alam el va autoritzar a retornar a la Tihama (tot i els consells en contra dels seus ministres). A la mort de la reina el 1150, Alí i els seus seguidors van iniciar una campanya implacable i cruel, des de bases que havien establert a la muntanya, contra Zabid i la Tihama.
Zabid va resistir i el 1154 Alí va anar a demanar ajut a la cort del zuràyida Muhàmmad ibn Saba a Dhu Djibla, sense obtenir el seu suport. Alí va planejar llavors accions personals contra la dinastia najàhida i va fer assassinar Surur al-Fatikí, personatge clau de la nissaga (1156). Finalment, després d'una persistent resistència de Zabid, les forces d'Alí van ocupar la ciutat el 1159.
Poc després Alí va morir. Les fonts no estan d'acord sobre la successió però sembla que va passar al seu fill gran Mahdi ibn Alí.